# Andreas Thürschweller

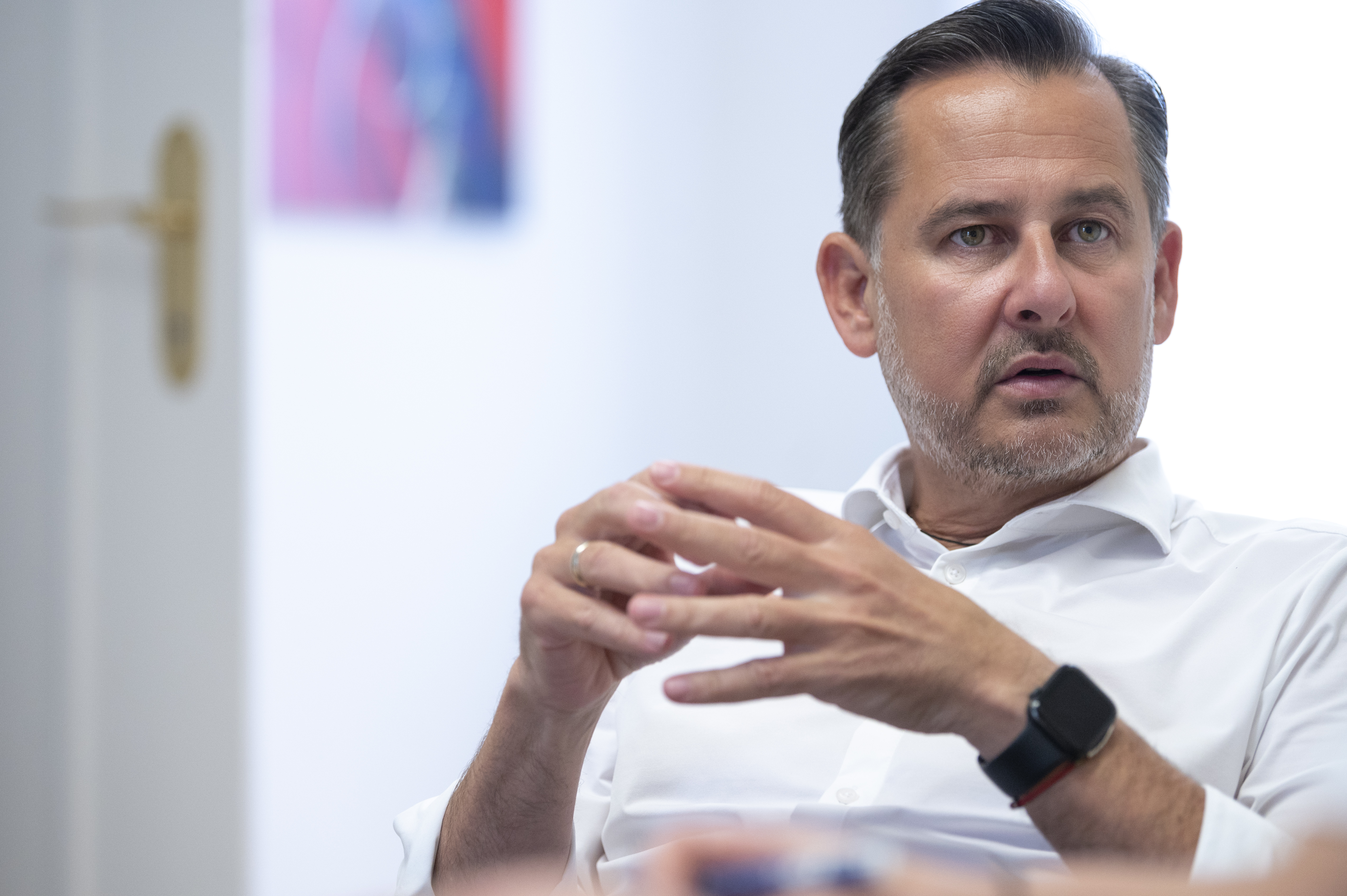
Andreas Thürschweller in 2022

Andreas Thürschweller (* 27. April 1973) ist ein österreichischer Politiker der Sozialdemokratischen Partei Österreichs (SPÖ). Seit 2. Februar 2017 ist er Bürgermeister von Eibiswald und seit dem 17. Dezember 2019 (XVIII. Gesetzgebungsperiode) Abgeordneter zum Landtag Steiermark.

## Leben

### Ausbildung und Beruf
Andreas Thürschweller absolvierte nach der Volks- und Hauptschule eine Lehre zum Elektroinstallateur, die er mit der Lehrabschlussprüfung abschloss. 1992 leistete er seinen Präsenzdienst ab. Eine Ausbildung zum Versicherungsmakler schloss er 2008 mit der Versicherungsmaklerprüfung ab. Von 1998 bis 2008 war er als Versicherungsangestellter bzw. Versicherungsagent tätig, von 2008 bis 31. Dezember 2018 war er Versicherungsmakler und Geschäftsführer einer Versicherungskanzlei.

### Politik
Thürschweller gehörte von 2000 bis zur Zusammenlegung der Gemeinde im Zuge der steiermärkischen Gemeindestrukturreform dem Gemeinderat in Großradl an, wo er von 2005 bis 2010 auch als SPÖ-Ortsparteivorsitzender fungierte. Von 2015 bis 2017 war er zweiter Vizebürgermeister in Eibiswald, seit 2015 ist er dort SPÖ-Ortsparteiobmann-Stellvertreter und geschäftsführender Ortsparteiobmann. Anfang Februar 2017 wurde er im Gemeinderat als SPÖ-Kandidat in Nachfolge von Andreas Kremser (ÖVP) trotz absoluter ÖVP-Mehrheit (14 von 25 Mandaten) zum Bürgermeister von Eibiswald gewählt. Im September 2019 wurde er Vizepräsident des Kriegsopfer- und Behindertenverbandes (KOBV) Steiermark.
Bei der Landtagswahl 2019 kandidierte er im Landtagswahlkreis 3 auf dem dritten Listenplatz sowie auf Platz 15 der Landesliste. Am 17. Dezember 2019 wurde er zu Beginn der XVIII. Gesetzgebungsperiode als Abgeordneter zum Landtag Steiermark angelobt. Nach der Gemeinderatswahl 2020 wurde er als Bürgermeister von Eibiswald bestätigt.
Seit 2020 ist er Vorstandsvorsitzender (Obmann) des Wasserverbandes Eibiswald-Wies. Für die Landtagswahl 2024 wurde er SPÖ-Spitzenkandidat im Wahlkreis Weststeiermark.